# Streetwear
Streetwear és un estil de moda del carrer arrelat a la cultura de surf i skate de Califòrnia. Ha crescut per abastar elements de la moda hip-hop, la moda japonesa del carrer i la moda moderna d'alta costura. En 2011, la Revista Complex, anomenada Stüssy, Supreme i A Bathing Ape, és la de les millors marques.

## Història

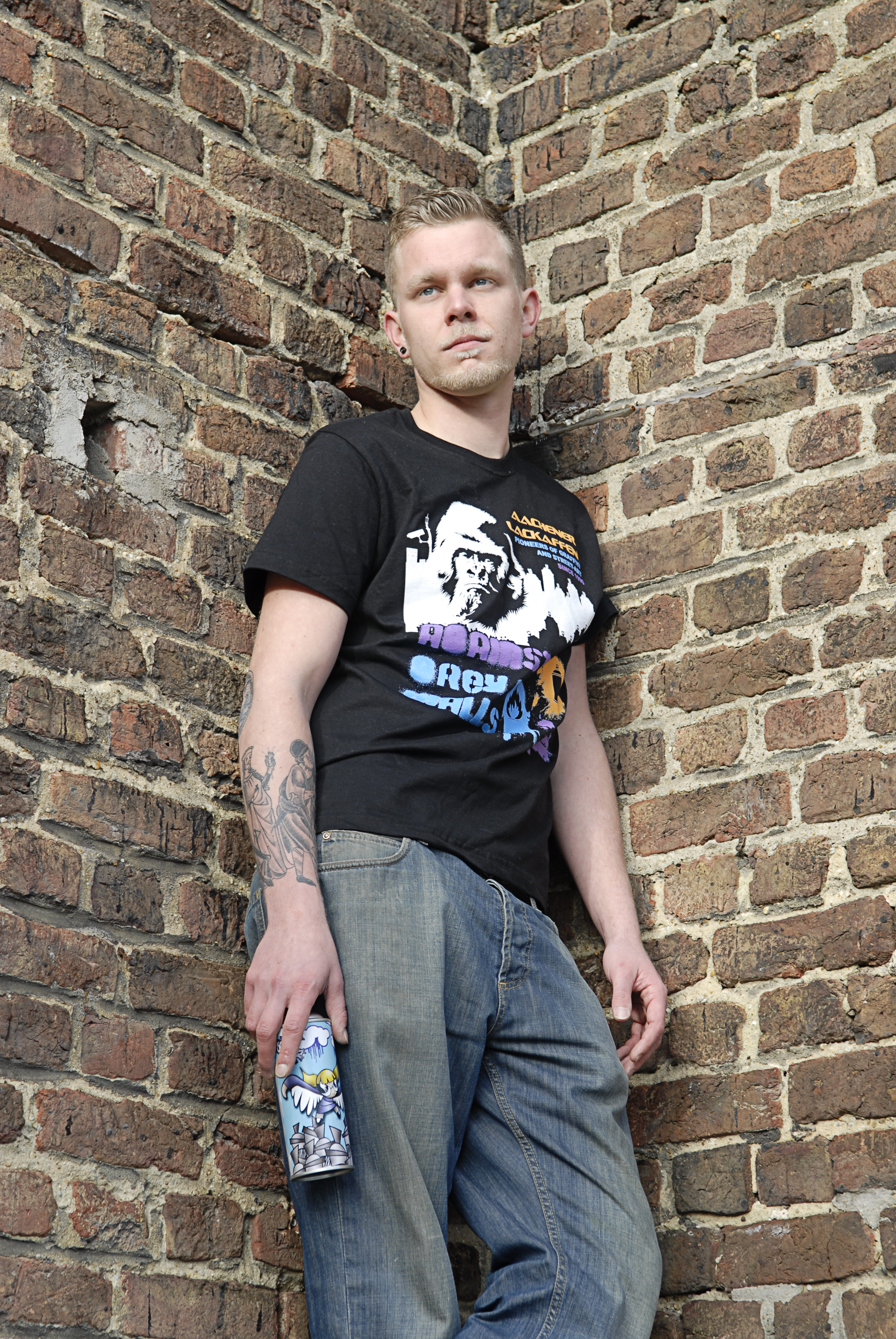
StreetWear

Streetwear comunament se centra en "peces casuals i còmodes com ara texans, samarretes, gorres de beisbol i sabatilles d'esport".
Generalment, el moviment és acceptat per haver nascut fora de la cultura de surf de Los Angeles de finals de la dècada de 1970 i principis de la dècada de 1980. Les marques inclouen BlauGrun, Ocean Pacific, Hobie, Off Shore, Gotcha i Life's a Beach. El dissenyador local de surf de taula Shawn Stussy va començar a vendre samarretes estampades amb la mateixa marca registrada que va col·locar a les seves taules de surf personalitzades. Inicialment venent els articles del seu propi cotxe, Stussy va ampliar les vendes a botigues una vegada que la popularitat va augmentar.
El pas de Stüssy a vendes exclusives va confirmar la definició de referència del streetwear: "una marca multidisciplinar, subculturalment diferent, de la samarreta basada en l'estil de vida del sud de Califòrnia i imitant la sensació limitada d'una marca de luxe de gamma alta ... aquests són els dos components més integrants del que fa que un streetwear de marca: samarretes i exclusivitat.
Les primeres marques de streetwear es van inspirar en l'estètica del bricolatge de cultures punk, new wave, heavy metal i later hip hop. Les roba esportiva i les marques de moda establertes s'adhereixen a l'escena hip-hop emergent de principis dels vuitanta, com ara Kangol i Adidas.
La captura de Nike de la primera superestrella de bàsquet Michael Jordan del rival Adidas el 1984 va demostrar ser un gran punt d'inflexió, ja que Nike va dominar el mercat urbà de sabatilles de carrer a finals dels anys 80 i principis dels 90. Altres marques de roba com ara Campió, Carhartt i Timberland estaven molt relacionats amb l'escena, sobretot a la costa est amb actes de hip-hop com Wu-Tang Clan i Gang Starr que practiquen l'aspecte.
A mitjans de la dècada dels 90, les franquícies esportives nord-americanes professionals han tingut un gran impacte en l'aspecte de l'escena, des dels Raiders de Los Angeles i les caps i les jaquetes de Bulls de Chicago fins a les jerses de grans equips.
Colorway original de la sabata Nike Air Force des de 1982 (ara conegut com a Air Force 1)
Amb l'adveniment de la cultura "bling", a principis de segle es va produir un augment de les marques de luxe establertes que començaven a fer-se en carreteres al mercat, com Burberry, Gucci i Fendi, tot fent aparicions en videos i pel·lícules de hip hop. La sabata més popular de l'era era la Nike Air Force One, immortalitzada en la cançó de Nelly.
Els llançaments de la marca dels principals executius de les companyies de discos van seguir, amb Russell Simmons de Def Jam llançant el segell Phat Farm, Sean Combs de Bad Boy amb Sean John, i Jay-Z i Damon Dash de Roc-a-Fella Records en Rocawear. La superestrella de Rap 50 Cent, uns anys més tard, va llançar la seva etiqueta de roba de la Unitat G-Unit, amb els drets de les sabatilles d'esport lliurats a Reebok.
A partir del 2010 van sorgir noves marques que van esdevenir les millors marques de roba del mercat. La revista Complex va determinar Stüssy, Supreme, i A Bathing Ape com a les millors marques de roba i és per això que van començar les col·laboracions de grans marques com poden ser: Supreme x Louis Vuitton, Fila x Fendi, A Bathing Ape x Commes des Garcons, i Stussy x Dior.
Avui en dia el streetwear està molt condicionat per la roba d'alta costura de l'actualitat. Dissenyadors com Raf Simons han tingut un gran impacte en l'evolució del streetwear gràcies a la seva influència en el hip-hop i la cultura popular. Tot i que també altres dissenyadors com Demna Gvasalia, directora creativa de Vetements i Balenciaga, han defensat tendències com el chunky sneaker (bambes amb la sola gruixuda) i les dessuadores oversize (amples).

## Streetwear de Luxe

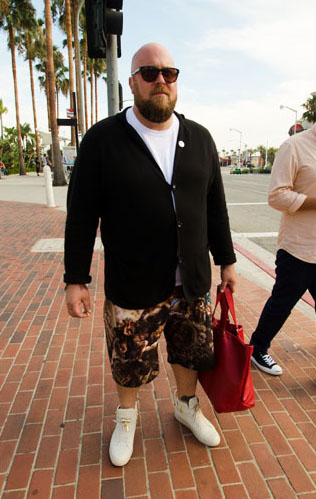
Jon buscemi Luxury Streetwear

La disminució del desgast formal va provocar l'augment de la moda del carrer. Les marques de gamma alta i de luxe estan començant a desenvolupar "roba esportiva de luxe", per exemple, Alexander Wang, Gucci i DKNY. Entre aquest tipus de "roba esportiva de luxe", es van utilitzar teles de luxe per produir la seva moda esportiva amb un alt contrast en la silueta esportiva. Es van utilitzar teixits com ara organza de seda, setí rentat, cuir, neoprè i creps de llana per produir la "roba esportiva de luxe". Aquests tipus de teles poden ajudar a experimentar una peça amb textura, i poden ajudar a capturar un esperit esportiu modern de la temporada. Els detalls dels dissenys a la "roba esportiva de luxe" es veuen directament des del desgast actiu. Les dues paraules "luxe" i "minimalisme" es van utilitzar per a la roba esportiva de moda, per interpretar un aspecte esportiu nou elegant i net, però amb influències atlètiques reconegudes. La combinació comú de combinació de "roba esportiva de luxe" a streetwear és un seguit de pantalons sota pantalons curts de bàsquet, amb patrons atrevits i teles suntuoses per a homes; Faldilles de llapis de color clar, amb jaquetes de bombarders i suaus tops, que es tallen en setí o tweed per a dones.

### Hypebeast
La cultura Hypebeast és un subgènere del streetwear, fa referència a la combinació de moda casual de diferents marques de luxe. És per això que a vegades s'utilitza com un terme despectiu que descriu a la persona que col·lecciona roba, sabates i accessoris de marques d'alta costura per augmentar el seu estatus. Normalment la gent "hypebeast" sol portar una barreja de marques de roba, com Supreme, Palace, Off-White, Vetements, Antisocial Social Club i Bape. Generalment no importa com es combinen les peces perquè quedin bé entre si, sinó que consisteix a posar-se la quantitat més gran de peces més cares, per això es pot denominar com una persona que domina del hype i del postureig.
Aquest estil està condicionat sobretot per les grans celebritats del hip-hop del moment, molts inclús mencionen en les seves cançons algunes de les marques i dissenyadors. Alguns són A$AP Rocky, Future, Kanye West, Migos...
La gent que està involucrada en aquest món sol inscriure's a llistes o sortejos per poder accedir els primers als nous llançaments de les marques més limitades només per adquirir unes sabates o una peça d'aquestes i especialment si es tracta d'una col·laboració entre l'alta moda.
És caracteritzat per la limitació en el mercat, ja que són dissenys molt cars i molt demandats, és per això que un cop s'esgoten del lloc oficial es revenen en altres botigues o plataformes com pot ser "Farfetch" o "StockX" entre d'altres per a capitalitzar la tendència. De manera que molts joves saben com guanyar molts diners en aquest tipus de roba, saben perfectament quines són les marques i peces de més tendència i més valor. Després d'aconseguir articles que s'esgoten ràpidament els revenen en plataformes a un preu major.

### Cultura sneaker
Les sabates també formen part del streetwear des de fa temps, quan les primeres "sneakers" s'utilitzaven per a l'esport, però van acabar en el món de la moda. Amb l'aparició de les exclusives sabates de bàsquet de Michael Jordan (1984) les quals es van convertir en una part molt important de la moda urbana. El llançament de les Nike Air Jordan va promulgar l'estatus de les sabates d'esport. També un parell molt famós va ser i continua sent les Converse "Chuck Taylor" (1930).
Actualment el mercat mundial de sneakers està valorat aproximadament en 79 mil milions de dòlars el 2020 i es preveu que arribi als 120 mil milions de dòlars el 2026. Tan rellevants són els avenços en la indústria que ha sorgit una nova exposició en el Museu del Disseny de Londres, el qual explora com aquest tipus de sabata es va convertir en un símbol cultural.
És per tot això que molts joves decideixen comprar sabates quan surten a la venda per poder-les revendre i guanyar més diners, tot això és degut a la limitació i demanda d'aquestes.